# جيمس رايت غوردون
جيمس رايت غوردون (بالإنجليزية: James Wright Gordon)‏ هو سياسي أمريكي، ولد في 1809 في الولايات المتحدة، وتوفي في 1 ديسمبر 1853 في بيرنامبوكو في البرازيل. حزبياً، نشط في حزب اليمين. وقد انتخب نائب حاكم ميشيغان ‏ (1840 – 1841) وانتخب عضو مجلس ولاية ميشيغان وانتخب حاكم ميشيغان ‏ (23 فبراير 1841 – 3 يناير 1842).